# Miasta Samoa
Według danych oficjalnych pochodzących z 2011 roku Samoa posiadała tylko dwa miasta (Apia i Salelologa) oraz ponad 20 miejscowości o ludności przekraczającej 1 tys. mieszkańców. Stolica kraju Apia jako jedyne miasto liczyło ponad 30 tys. mieszkańców; 1 miejscowość z ludnością 5÷10 tys.; 19 miejscowości z ludnością 1÷5 tys. oraz reszta miejscowości poniżej 1 tys. mieszkańców.

## Największe miejscowości w Samoa
Największe miejscowości w Samoa według liczebności mieszkańców (stan na 07.11.2016):
| L.p. | Miasto   | Dystrykt    | Liczba ludności |
| ---- | -------- | ----------- | --------------- |
| 1.   | Apia     | Tuamasaga   | 37 391          |
| 2.   | Vaitele  | Tuamasaga   | 7 299           |
| 3.   | Faleasiu | Aʻana       | 4 260           |
| 4.   | Leauvaa  | Gaga'emauga | 3 457           |
| 4.   | Vailele  | Tuamasaga   | 3 122           |
| 6.   | Siusega  | Tuamasaga   | 3 034           |
| 7.   | Faleula  | Tuamasaga   | 2 948           |
| 7.   | Vaiusu   | Tuamasaga   | 2 686           |
| 7.   | Malie    | Tuamasaga   | 2 412           |
| 10.  | Laulii   | Tuamasaga   | 2 167           |

## Alfabetyczna lista miejscowości w Samoa
Spis miejscowości Samoa powyżej 1 tys. mieszkańców według danych szacunkowych z 2011 roku:
- Afega
- Apia
- Fagalii
- Faleasiu
- Falefa
- Faleula
- Fasitoʻo Tai
- Fasitoouta
- Gataivai
- Laulii
- Leauvaa
- Leulumoega
- Malie
- Manono Uta
- Matavai (Asau)
- Nofoalii
- Nuu
- Safotu
- Salelologa
- Siusega
- Solosolo
- Tuanaʻi
- Vailele
- Vaitele
- Vaiusu